# Campioni del Domani 2025
El Campioni del Domani 2025 (por razones de patrocinio como 52° Campioni del Domani by Electrolit) será la 52° edición de la principal competición juvenil del básquetbol chileno. El campeonato contará con la participación de 18 equipos que participan con sus ramas sub-19. Como es costumbre, este campeonato se realiza en el Gimnasio de Stadio Italiano de la comuna Las Condes en su totalidad.
Bochas Club Sport, escuadra argentina, logra su primer título en la presente edición derrotando a Universidad Católica 85-83 en la final.

## Sistema de campeonato

### Fase de grupos
Los 18 equipos se dividen en 3 grupos de 6. Los integrantes del mismo grupo se enfrentan 1 vez. Una vez culminada la fase de grupos clasifican 2 clubes por grupo y 2 mejores 3ros, dando así los 8 clubes que avanzan para disputar los play-off por el campeonato.

### Fase eliminatoria
Los 8 clubes clasificados se enfrentan en cuartos de final, semifinal y final a partido único para conocer al vencedor del presente campeonato. Asimismo, se disputa el 3er lugar de la competición entre ambos semifinalistas eliminados.